# Hugo Mühlig
Hugo Mühlig (né le 9 novembre 1854 à Dresde, mort le 16 février 1929 à Düsseldorf) est un peintre allemand impressionniste.

## Biographie
Hugo Mühlig est le fils du peintre paysagiste Meno Mühlig et le neveu du peintre animalier Bernhard Mühlig. Il apprend la peinture auprès de son père, puis à l'Académie des Beaux-Arts de Dresde, dans la classe de Viktor Paul Mohn (de). Alors que la peinture académique reste conservatrice, il quitte l'école, s'installe à Düsseldorf en 1881 pour s'engager dans l'impressionnisme. Alors que ses peintures (d'un format petit ou moyen) se caractérisent par une attention aux détails, à voir de plus près, on se rend compte de la maîtrise des techniques de la peinture impressionniste.
Le caractère impressionniste de ses tableaux tient aussi aux paysages et aux scènes ruraux de récolte, de chasse en hiver ou de marche dans la lumière qui fait paraître des couleurs pures et sans mélange des objets. Quant à la composition, ses peintures se caractérisent par une position légèrement surélevée sur les objets et les personnages regroupés généralement sur un ou deux diagonales du point de vue du côté droite ou gauche de la ligne d'horizon. Cette composition suggère que ces peintures ont été recréés en atelier d'après des esquisses, le plus souvent des gouaches ou des aquarelles.
Pour ces inspirations, Mühlig va souvent à Willingshausen et devient l'un des membres de la colonie de peintres (de). Il se rend aussi souvent à Röllshausen.
Comme il ne fait partie d'aucune académie officielle, il demeure un artiste indépendant, la plupart de ses œuvres sont donc des propriétés privées. On en retrouve quelques-unes dans des musées comme le Museum Kunstpalast ou le Wallraf-Richartz Museum.